# 기독교 생활운동

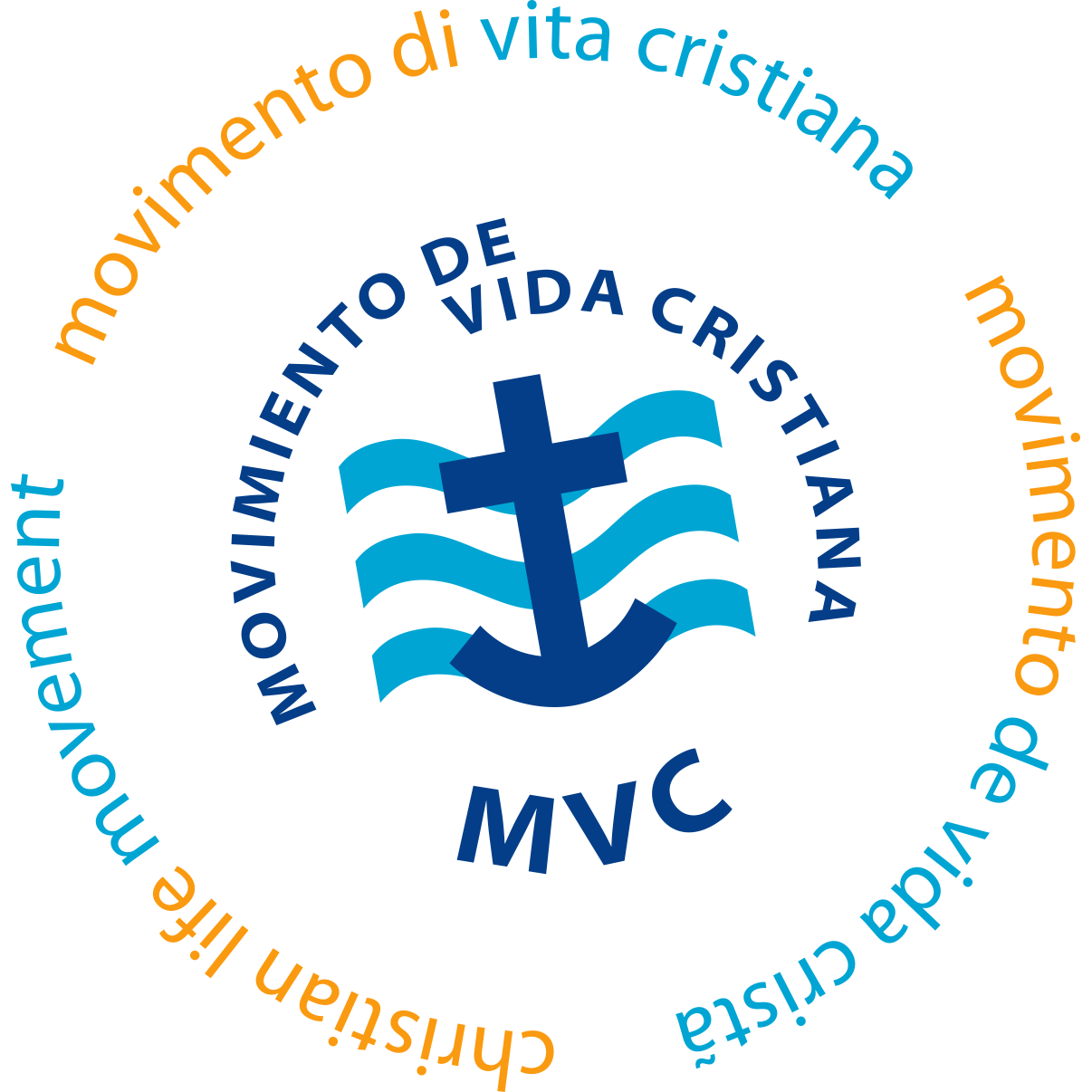

기독교 생활운동 (CLM, MVC )는 1985년 페루에서 창설된 평신도 교회운동이다. 그 당시 기독교 생활 형제단( Sodalitium Christianae Vitae) 회원들로부터 많은 시도가 이미 시작되었다. 형제단의 창시자 인 Luis Fernando Figari는 교회와 함께 이운동을 준비하고 시작하였다. 기독교 생활 운동은 형제 영성이라고 불리는 공통 영성을 공유하는 Sodalit Family의 일부이다.